# Гирбаден
Гирбаден (фр. Guirbaden, нем. Girbaden) — руины средневекового замка у деревни Моллкрих (Mollkirch). Считался самым большим замком Эльзаса.
Замок расположен на левом берегу реки Мажель на высоте 565 м над уровнем моря на холме Бёркберг (Burckberg).

## История
Замок построен в XI веке. Основан Гуго III в 1027 году для защиты аббатства Алтон, во времена правления Эрнста II. Император Фридрих II с 1219 по 1226 годы расширил замок.
На протяжении пяти веков замок подвергался разрушениям и восстановлениям. Замок также горел в 1633 году (отремонтирован Фридрихом Рафсамхаузеном в 1647), сожжен снова в 1652 и доведен до развалин французами в 1657 году.
В конце концов замок переходит роду Роган, и продан ими в 1790 году. С 1898 года является историческим памятником.

## Легенда
Легенда гласит, что в замке жили тамплиеры, вернувшиеся с крестовых походов. Поселившись в замке они схоронили большое сокровище.
Тамплиеры подвергаясь преследованиям, вынуждены были исчезнуть. Они доверили хранение сокровищ некоему Одиллию. Он не хотел жениться, и умер ещё молодым от болезни. Чувствуя, что его конец близок, он осторожно попросил слугу хранить тайну о сокровище, которое спрятано глубоко под замком. Слуга сделал, как ему приказали, и когда он почувствовал собственный конец, он передал расположение сокровищ сыну. Сын сделал то же самое со своим сыном, и тайна передавалась из поколения в поколение.
Но секрет был раскрыт, когда в одном из поколений родились близнецы, для которых жажда наживы была сильней тайны. Ночью они решили вырыть сокровища, но вовремя раскопок на них упал большой кусок скалы. Таким образом близнецы схоронены рядом с желанным кладом.